# Малозубівщинська сільська рада
Малозубівщинська сільська рада (до 1946 року — Колоніє-Зубівщинська сільська рада) — колишня адміністративно-територіальна одиниця та орган місцевого самоврядування у Чоповицькому, Малинському і Коростенському районах Малинської, Коростенської і Волинської округ, Київської й Житомирської областей Української РСР та України з адміністративним центром у с. Мала Зубівщина.

## Населені пункти
Сільській раді були підпорядковані населені пункти:
- с. Мала Зубівщина
- с. Зубівщина

## Населення
Відповідно до результатів перепису населення СРСР, кількість населення ради, станом на 12 січня 1989 року, становила 1 199 осіб.
Станом на 5 грудня 2001 року, відповідно до перепису населення України, кількість мешканців сільської ради становила 804 особи.

## Склад ради
Рада складалася з 12 депутатів та голови.

## Керівний склад сільської ради
| ПІБ                        | Основні відомості                                                               | Дата обрання | Дата звільнення |
| -------------------------- | ------------------------------------------------------------------------------- | ------------ | --------------- |
| Свередюк Борис Петрович    | Сільський голова, 1952 року народження, освіта, член народної партії            | 26.03.2006   | 31.10.2010      |
| Слупачик Віталій Федорович | Сільський голова, 1957 року народження, освіта середня спеціальна, безпартійний | 31.10.2010   |                 |

Примітка: таблиця складена за даними джерела

## Історія
Створена 1923 року як Колоніє-Зубівщинська сільська рада, в колонії Зубівщина (згодом — с. Колонія Зубівщина) Стремигородської волості Радомисльського повіту Київської губернії. Станом на 1 жовтня 1941 року в підпорядкуванні ради значилося с. Селище.
7 червня 1946 року, відповідно до указу Президії Верховної ради Української РСР «Про збереження історичних найменувань та уточнення і впорядкування існуючих назв сільрад і населених пунктів Житомирської області», сільську раду перейменовано на Малозубівщинську через перейменування її адміністративного центру на с. Мала Зубівщина.
Станом на 1 вересня 1946 року сільська рада входила до складу Ємільчинського району Житомирської області, на обліку в раді перебували с. Мала Зубівщина та хутір Дуброва.
11 серпня 1954 року, відповідно до указу Президії Верховної ради Української РСР «Про укрупнення сільських рад по Житомирській області», до складу ради приєднано с. Зубівщина ліквідованої Зубівщинської сільської ради Чоповицького району. 2 вересня 1954 року, відповідно до рішення Житомирського облвиконкому № 1087 «Про перечислення населених пунктів в межах районів Житомирської області», с. Діброва передане до складу Стремигородської сільської ради Чоповицького району.
На 1 січня 1972 року сільська рада входила до складу Коростенського району Житомирської області, на обліку в раді перебували села Зубівщина та Мала Зубівщина.
Виключена з облікових даних 17 липня 2020 року. Територію та населені пункти ради, відповідно до розпорядження Кабінету Міністрів України № 711-р від 12 червня 2020 року «Про визначення адміністративних центрів та затвердження територій територіальних громад Житомирської області», включено до складу Коростенської міської територіальної громади Коростенського району Житомирської області.
Входила до складу Чоповицького (04.1923 р., 23.02.1927 р., 17.02.1935 р.), Малинського (10.09.1924 р., 05.02.1931 р.) та Коростенського (28.11. 1957 р.) районів.